# Scolio

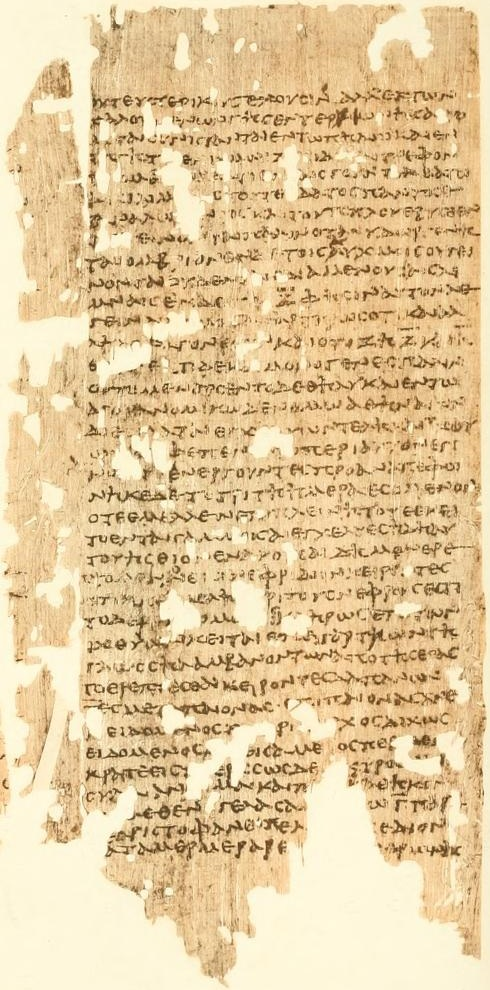
Papyrus Oxyrhynchus 221, con scolii dal XXI libro dellIliade

Lo scolio è un'annotazione o glossa ai margini di un codice medioevale di un'opera della letteratura greca e latina. L'autore delle annotazioni è indicato come scoliaste.

## Tipologie
Frutto di secolare lavoro di commento dei testi in ambiente scolastico, questi scoli sono particolarmente preziosi per la filologia classica perché, sebbene la loro redazione sia spesso tarda, essi compendiano e incorporano molti elementi dei maggiori lavori di commento e analisi dell'età ellenistica, imperiale e bizantina (per i testi greci). Avviene così che tramite gli scoli è possibile ricostruire almeno in parte le opere dei grammatici e filologi antichi, altrimenti perdute; e molte lezioni alternative e notizie dei generi più disparati (sulla metrica, sui significati di singole parole, su particolari riti o usanze e così via; per i poemi omerici, possono contenere utili informazioni sulle altre opere del Ciclo, andate perdute) sono preservate dagli scoli, senza i quali sarebbero andate perdute.

## Scoli di autori classici

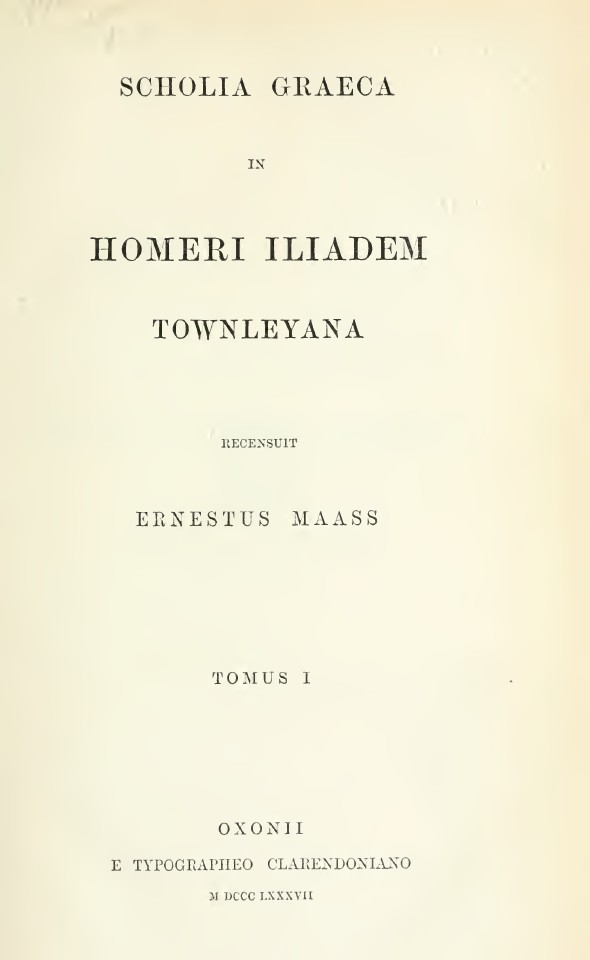
Ernst Maass, Scholia Graeca in Homeri Iliadem Townleyana (1887), una raccolta di scoli dall'Iliade di Omero.

L'autore classico più ampiamente scoliato è Omero, i cui scoli si dividono in tre tipologie: (1) gli scolii D, così denominati perché attribuiti (falsamente) al grammatico alessandrino Didimo Calcentero, che furono pubblicati nel 1517; (2) gli scoli all'Iliade conservati nel manoscritto Veneto A della Biblioteca Marciana di Venezia, scoperti da Jean-Baptiste-Gaspard d'Ansse de Villoison nel 1781 e pubblicati nel 1788 (questi scolii sono conservati anche dal cosiddetto Venetus B e dal manoscritto Townleyanus dell'Iliade); (3) gli Scholia exegetica, di età imperiale. Il secondo tipo di scolii è anche conosciuto come Viermännerkommentar, il "commento dei quattro", così detto perché risale all'opera di esegesi omerica operata dai grammatici Didimo, Aristonico, Nicanore ed Erodiano nel II-III secolo. 
Sono inoltre degni di menzione gli scoli a Esiodo, Pindaro, i tragici greci (ma solo a nove tra le tragedie conservate di Euripide, quelle cosiddette "scolastiche": Andromaca, Alcesti, Ippolito, Medea, Ecuba, Oreste, Fenicie, Troiane e lo spurio Reso; non si sono conservati gli scolii alla decima tragedia della paradosi scolastica, le Baccanti), i medici Ippocrate e Galeno, il comico Aristofane. Sono pochi gli scolii a Platone, compensati però da grandi commenti firmati; al contrario, quelli ad Aristotele sono assai abbondanti. Tra gli autori ellenistici, Callimaco (con scolii però non eccezionali), Apollonio Rodio, Teocrito, Nicandro e il poeta-astrologo Arato. Tra gli autori tardoantichi vanno ricordati Clemente Alessandrino e Gregorio Nazianzeno tra i cristiani, Dione Crisostomo, Luciano ed Elio Aristide tra i pagani. 
Nell'ambito della letteratura latina, vanno ricordati i commenti di Servio a Virgilio, di  Pomponio Porfirione e pseudo-Acrone a Orazio, di Elio Donato a Terenzio, nonché gli scoli a Persio attribuiti a Cornuto e gli scoli a Giovenale di età serviana. Un'opera particolarmente fortunata nella letteratura scoliastica fu il poemetto Ibis di Ovidio, a causa delle sue difficoltà.